# Zhejiang Geely Holding Group
Zhejiang Geely Holding Group Co., Ltd (ZGH), cunoscută în mod obișnuit ca Geely, este o companie multinațională de automobile chineză cu sediul în Hangzhou, Zhejiang. Compania este deținută în mod privat de magnatul de afaceri miliardar chinez Li Shufu. A fost înființată în 1986 și a intrat în industria auto în 1997 cu filiala sa Geely Auto. Geely Auto este în prezent al șaptelea cel mai mare producător de automobile din China, cu 1,328 milioane de vânzări în 2021.